# جرائم برادفورد
كانت جرائم القتل في برادفورد عبارة عن ثلاث عمليات قتل متسلسل لثلاث عاملات جنس في مدينة برادفورد، غرب يوركشاير، إنجلترا في عامي 2009 و2010.
اختفت سوزان راشوورث البالغة من العمر 43 عامًا في 22 يونيو / حزيران 2009، تليها شيللي أرميتاج البالغة من العمر 31 عامًا في 26 أبريل / نيسان 2010، وسوزان بلاميرز البالغة من العمر 36 عاماً في 21 مايو / أيار من نفس العام.وتم العثور على أجزاء من جثة بلامبيرز في نهر أيري في شيلبى فرب براد فورد. تم العثور على أنسجة بشرية أخرى في نفس النهر لاحقًا تنتمي إلى أرميتاج ولم يتم العثور على أي بقايا من راشوورث.
وفي 24 مايو / أيار، أُلقي القبض على ستيفن شون جريفيثس، 40 عامًا، واتُهم في وقت لاحق بقتل ثلاث نساء. وبعد إدانته، حُكم عليه بالسجن مدى الحياة بأمر حياة كاملة.